# Sinophorus popofensis
Sinophorus popofensis är en stekelart som först beskrevs av William Harris Ashmead 1902.  Sinophorus popofensis ingår i släktet Sinophorus och familjen brokparasitsteklar. Inga underarter finns listade i Catalogue of Life.